# 愛媛県道177号大下白潟線
愛媛県道177号大下白潟線 （えひめけんどう177ごう おおげしらかたせん）は、愛媛県今治市にある旧関前村の関前諸島3島をつなぐ一般県道である。実際に3島が架橋されているわけではないため、愛媛県道には珍しく不通区間に海上区間が設定されている。

## 概要

### 路線データ
- 実延長：5.7 km（海上区間を除く）
- 起点：今治市関前大下
- 終点：今治市関前岡村

## 歴史
- 1958年（昭和33年）6月27日 - 愛媛県告示第566号により、本路線を整理番号58番として県道に認定される[1]。
- 1972年（昭和47年）3月16日 - 愛媛県が愛媛県道177号大下白潟線として認定。

## 地理

### 通過する自治体
- 今治市

### 交差する道路
- 安芸灘諸島連絡架橋（安芸灘とびしま海道）
- 安芸灘オレンジライン

#### 海上区間
- 大下島（関前大下・起点） - 小大下島（関前小大下） - 岡村島（関前岡村・終点）

### 沿線
- 今治市役所 関前支所
- 大下出張診療所
- 大下簡易郵便局
- 大下港
- 小大下港
- 岡村港
- 関前郵便局
- 関前ヘリポート
- 岡村大橋